# Kraška vas
Kraška vas je naselje u Općini Brežice u istočnoj Sloveniji. Kraška vas se nalazi u pokrajini Dolenjskoj i statističkoj regiji Donjoposavskoj. 

## Stanovništvo
Prema popisu stanovništva iz 2002. godine Kraška vas je imala 39 stanovnika.

### Etnički sastav
1991. godina:
- Slovenci: 53 (98,1%)
- Hrvati: 1 (1,9%)

## Vanjske poveznice
- Satelitska snimka naselja  Arhivirana inačica izvorne stranice od 29. srpnja 2017. (Wayback Machine)